# Batalla de Hollandia

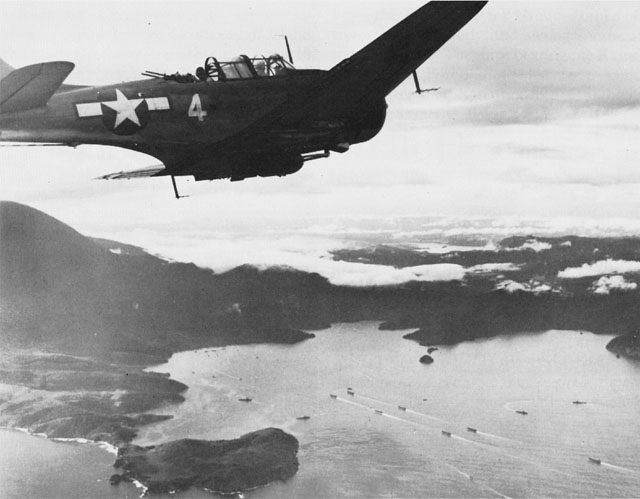
Lanchas de desembarco acercándose a la bahía de Tanahmerah.

La batalla de Hollandia (cuyo nombre en clave era Operación Temeraria) fue un enfrentamiento entre las fuerzas estadounidenses y japonesas durante la Segunda Guerra Mundial. Tuvo lugar en la primavera de 1944 y fue parte de la campaña de Nueva Guinea. Los estadounidenses necesitaban recuperarse de grandes pérdidas en batallas anteriores. Como resultado, los Aliados no pudieron enviar tantas tropas como les hubiera gustado. Los desembarcos se llevaron a cabo simultáneamente con la invasión anfibia de Aitape ("Operación Persecución") hacia el este. La batalla fue un éxito incondicional para las fuerzas estadounidenses, que resultó en la retirada de los japoneses a una nueva línea de defensa estratégica en el oeste de Nueva Guinea y el abandono de todas las posiciones en el este de la isla.

## Antecedentes
Hollandia era un puerto en la costa norte de Nueva Guinea, parte de las Indias Orientales Neerlandesas, y era el único anclaje entre Wewak al este y la Bahía de Geelvink al oeste. Fue ocupada por los japoneses durante la invasión de las Indias Orientales Neerlandesas en 1942 y se convirtió en una base para su expansión hacia el este hacia los territorios australianos de Papúa Nueva Guinea.
Hollandia estaba situada en el lado este de un promontorio que separaba la Bahía de Humboldt al este y la Bahía de Tanahmerah, a 25 millas al oeste. La ciudad misma estaba en la costa de la Bahía de Humboldt, con un anclaje de primera clase. El promontorio estaba formado por las montañas Cyclops, una cresta montañosa que se elevaba abruptamente más de 2.000 metros y estaba respaldada por el lago Sentani, que se extendía 15 millas de este a oeste. Entre la cordillera y el lago había una llanura estrecha, donde los japoneses habían construido varios aeródromos; tres se habían completado en abril de 1944 y un cuarto estaba en construcción.
En la primavera de 1944, el Mando Aliado del Pacífico Suroccidental determinó que el área debería ser tomada y desarrollada en un puesto de ensayo para su avance a lo largo de la costa norte de Nueva Guinea hacia las Indias Orientales Neerlandesas y las Filipinas.

## Fuerzas involucradas

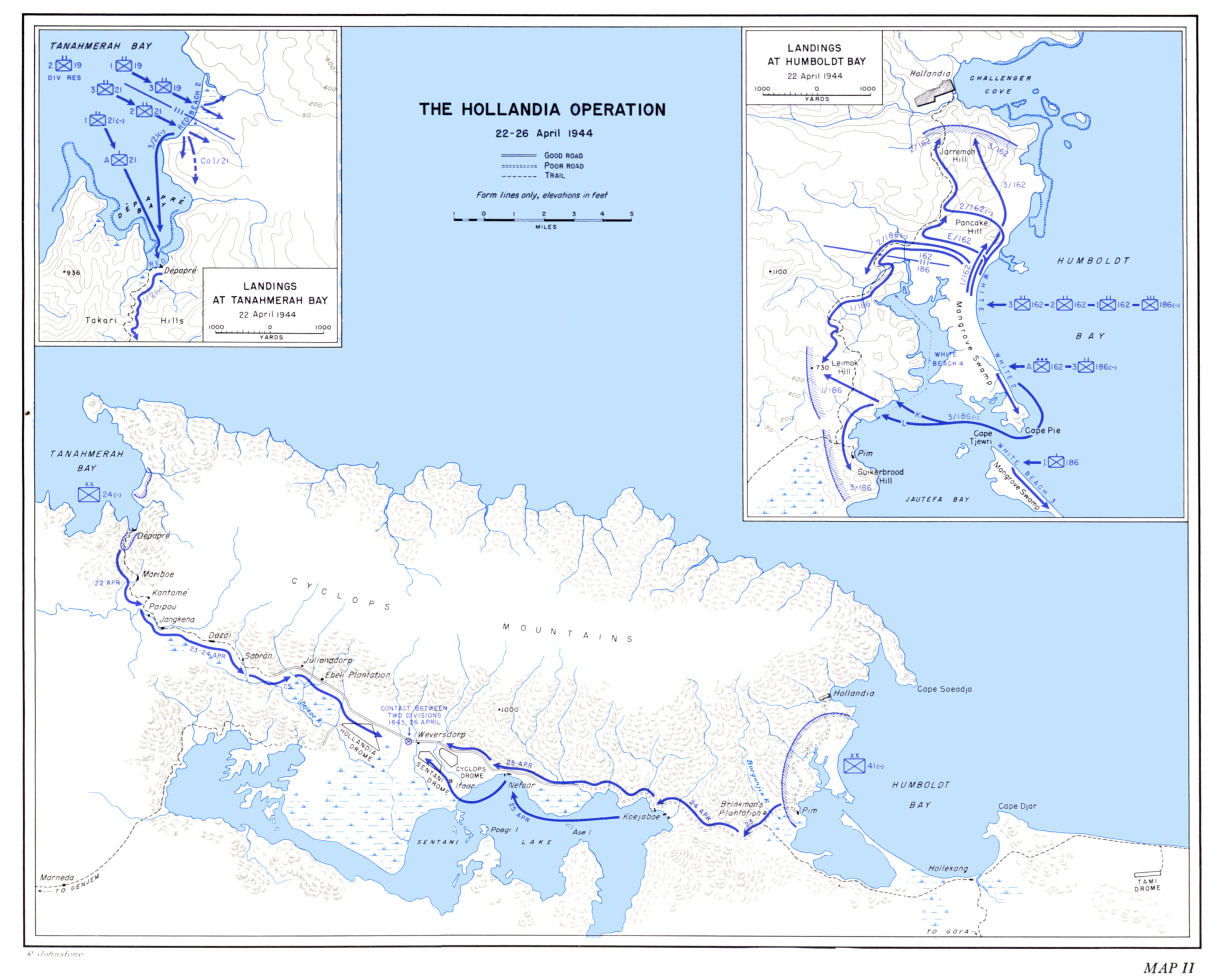
Mapa de la Operación Temeraria.

El puerto y los aeródromos fueron la base de las unidades del 2.º Ejército japonés y la 6.ª División Aérea del 4.º Ejército Aéreo. Estos totalizaron 14.000 hombres bajo el mando del Mayor General Kitazano y el Contralmirante Endo.

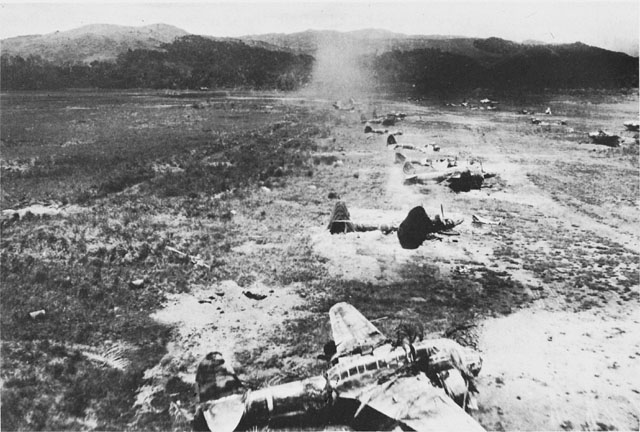
Aeródromo de Hollandia tras incursiones de la 5.ª Fuerza Aérea.

Para vencer esta fuerza, el 6.º Ejército de los Estados Unidos cometió su 1.º Cuerpo bajo el Teniente General RL Eichelberger, unos 50.000 hombres y una fuerza de tarea naval de 200 buques de la 7.ª Flota bajo el Contraalmirante Daniel E. Barbey. Los aterrizajes principales serían en la Bahía de Tanahmerah, que comprende los Equipos de Combate Regimental (RCT) 19.º y 21.º de la 24.ª División de los EE. UU., y en la Bahía de Humboldt por dos RCT de la 41.ª División. Estos serían apoyados por dos fuerzas de cruceros, HMAS Australia y Shropshire bajo el Contraalmirante Victor Crutchley y los cruceros estadounidenses Phoenix, Nashville y Boise bajo el Contraalmirante Russell S. Berkey, respaldados por una fuerza de ocho escoltas de la 5.ª Flota.

## Acción
Las operaciones iniciales comenzaron en la segunda semana de marzo de 1944 con ataques aéreos de la Fuerza de Transporte Rápido en Palau e islas en las Carolinas, mientras los aviones de la 5.ª Fuerza Aérea de los EE. UU. y la RAAF atacaron los aeródromos japoneses a lo largo de la costa de Nueva Guinea desde Wewak hasta Vogelkop y en la isla de Biak.

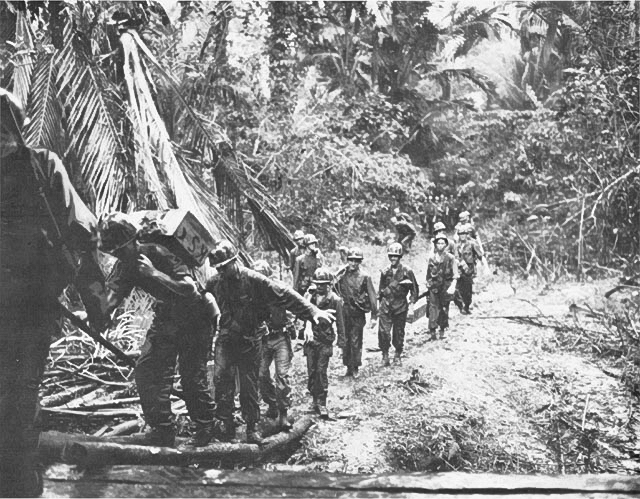

El 30 de marzo y hasta el 3 de abril, estas fuerzas aéreas atacaron la propia Hollandia y los campos de aviación en la llanura de Sentani. Logrando una completa sorpresa, fueron capaces de destruir casi 100 aviones en tierra, dejando a 6.ª División Aérea incapaces de resistir la invasión planeada.
Del 16 al 18 de abril, las fuerzas anfibias zarparon de sus bases en Finschafen y la isla Goodenough, tomando rutas evasivas para confundir sus intenciones hasta que llegaron a Holanda durante la noche del 21 al 22 de abril. Los desembarcos tuvieron lugar al amanecer del 22 de abril después de un bombardeo naval de apoyo en cada sitio.
En la Bahía de Tanahmerah, los dos RCT de la 24.ª División pudieron aterrizar sin oposición, pero encontraron que la playa era muy inadecuada. Respaldada por un pantano a solo 30 yardas de la costa, y con solo un sendero de salida inadecuado para vehículos, Bahía de Tanahmerah fue rápidamente descartada como lugar de aterrizaje; Mientras la infantería ya en tierra presionaba la llanura de Sentani, el resto de 24.ª División se desvió a la Bahía de Humboldt, que para entonces ya estaba asegurada. Después de cuatro días en estas condiciones, las dos unidades habían alcanzado el aeródromo occidental y el 26 de abril estaba asegurado.
Mientras tanto, en la Bahía de Humboldt la 41.ª División también logró una sorpresa total, y aunque las playas fueron defendidas después del bombardeo naval, las tropas japonesas abandonaron sus posiciones de manera inusual y huyeron hacia el interior. Hubo cierta oposición a medida que avanzaban, pero para el 24 de abril habían llegado al lago y para el 26 de abril aseguraron los dos aeródromos orientales. Las dos fuerzas se unieron el mismo día.
El colapso de la resistencia japonesa se ha atribuido a la falta de preparación, debido a los cambios en la estructura de mando y la falta de tropas de combate; Muchos de los 11.000 hombres con base allí eran unidades administrativas y de apoyo. Ninguno de los oficiales superiores presentes había estado en el cargo más de unas pocas semanas y el oficial aéreo superior había sido relevado después de la destrucción de sus fuerzas aéreas a principios de abril. Ni Kitazono ni Endo habían podido preparar un plan integral de defensa, y en cualquier caso no tenían ni los hombres ni los recursos para llevarlo a cabo. Por otro lado, la operación aliada había sido sobreasegurada; La preocupación por la fortaleza de la guarnición japonesa había dejado a los Aliados con una ventaja de cuatro a uno en el evento.

## Consecuencias

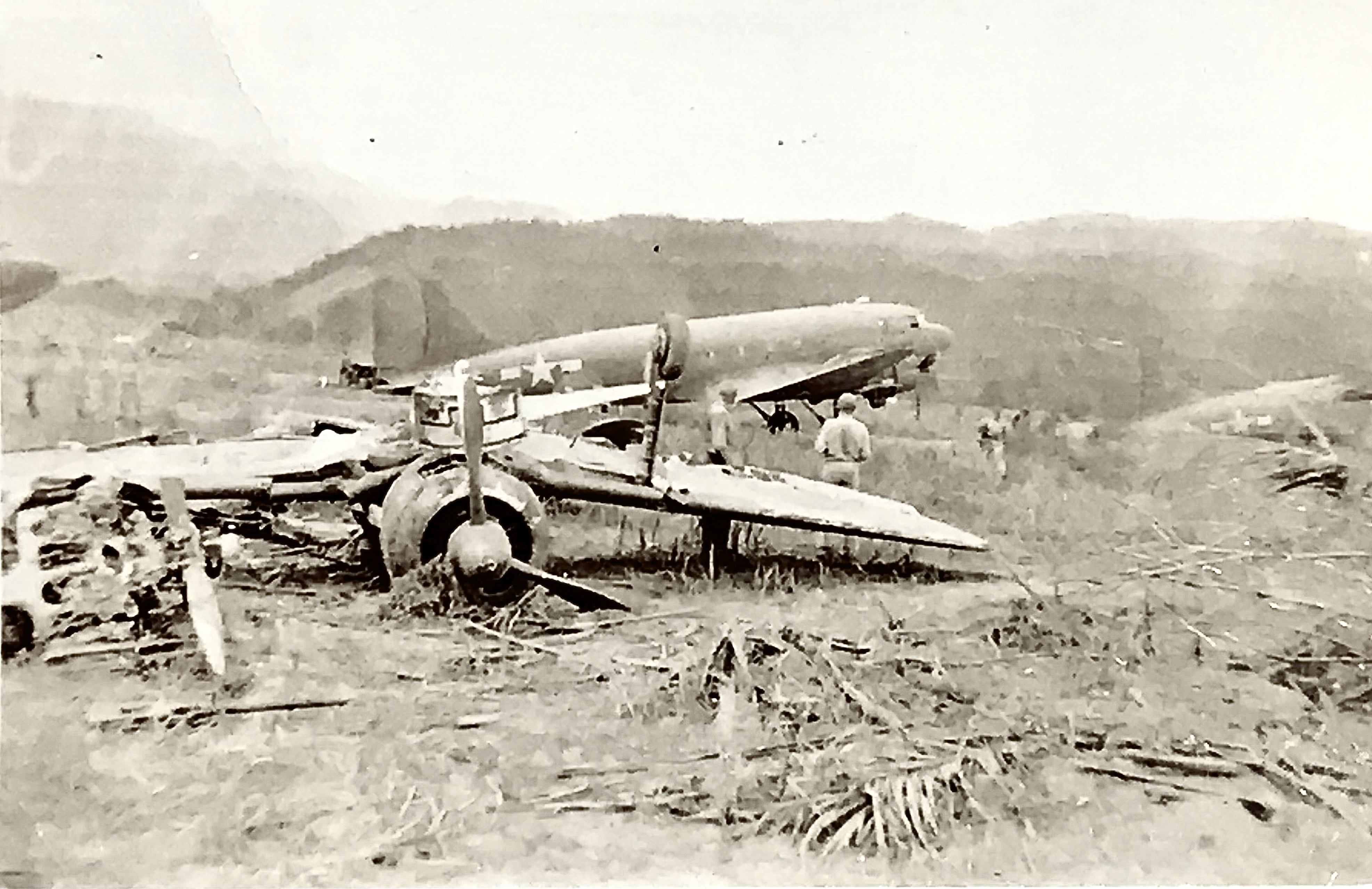

La Operación Temeraria fue un éxito incondicional, y la pérdida de Hollandia hizo insostenible la línea de defensa estratégica japonesa en Wakde, al oeste, y todas las posiciones japonesas al este. Las fuerzas japonesas al oeste se reconfiguraron para formar una línea de defensa a través de Biak y Manokwari, mientras que el 18.º Ejército japonés, todavía en posiciones defensivas alrededor de Wewak, al este, se enfrentaron a una retirada de 400 millas a través de la selva.
Mientras tanto, los Aliados rápidamente pusieron en funcionamiento los campos de aviación de Sentani y pudieron montar bombardeos en posiciones japonesas hasta el oeste de Biak, haciéndolos inútiles para las operaciones aéreas. Los desembarcos en Hollandia y Aitape fueron seguidos solo cuatro semanas después por desembarcos en Wakde, Sarmi y Toem, al oeste.